# Joseph Petzl
Joseph Petzl   (Múnic, 23 de desembre de 1803 - Múnic, 23 d'abril de 1871) va ser un pintor de gènere alemany de l'escola Biedermeier. Va deixar una col·lecció de dibuixos que documenten la seva vida quotidiana, els seus amors i els seus viatges, ara al Münchner Stadtmuseum.

## Biografia
Des de maig de 1821 va estudiar a l'Acadèmia de Belles Arts de Múnic amb Robert Langer. El 1828 va deixar l'acadèmia i va començar a viatjar molt, inicialment anant a la Dürerfest celebrant Albrecht Dürer a Nuremberg. Va romandre un any a Berlín, estudiant amb Carl Begas, després a partir de novembre de 1829 va viure a Dresden, on va fer amistat amb el paisatgista noruec Thomas Fearnley i el pintor de gènere danès-alemany Friedrich Bernhard Westphal. El novembre de 1830 ell i Westphal van viatjar al lloc de naixement d'aquest últim, Slesvig, i el juliol de l'any següent Petzl va viatjar a Copenhaguen. Va fer una visita a Kiel, Slesvig de nou i Düsseldorf, i finalment va tornar a Múnic el setembre de 1831. Allà va renovar la seva amistat amb Fearnley, que havia arribat a Múnic un any abans.
El setembre de 1832 Petzl, Fearnley i el pintor de gènere danès Vilhelm Bendz van marxar cap a Roma. El viatge pels Alps va ser tan esgotador que Bendz va morir a Vicenza, però Petzl i Fearnley van arribar a Roma el novembre de 1832. Petzl només s'hi va quedar breument i es va unir a Peter von Hess i un grup d'altres pintors bavaresos en un viatge a Nàpols i Grècia, arribant a Nàpols el 30 de gener de 1833, a temps per presenciar les celebracions per l'arribada del rei Otó de Grècia. Allà va ensenyar dibuix a les filles del ministre d'Otto Komis Josef Ludwig von Armansperg, abans de viatjar el 1834 a Istanbul. El novembre de 1834 Petzl va tornar a Múnic i va passar de les seves escenes anteriors de bandolers alpins i tirolesos, caçadors, lluitadors per la llibertat i casaments de camperols a pintures folklòriques similars d'escenes de l'Imperi Otomà.

## Obres seleccionades
- Una subhasta, 1832. 61 x 77 cm. Gemäldegalerie Thurn und Taxis, Ratisbona

- Un casament grec, 1835. 66 x 84 cm. Münchner Stadtmuseum